# Sensation (taneční párty)
Sensation je nizozemská halová taneční párty.
V letech 2000 a 2001, se konala vždy jen jedna párty nazývaná jako Sensation, poté se rozdělila na dvě samostatné párty: Sensation White a Sensation Black. Rozdělení proběhlo z důvodu různých hudebních stylů. Sensation White se zaměřuje na house a trance. Sensation Black se převážně zaměřuje na tvrdší hudební styly jako hardcore. Každý rok se pod názvem Sensation vydávají i 2 cd dvojdisky (White a Black) a 2 singly označované jako hymny.
První ročník této taneční párty (2000) nebyl vyprodán. Média ale oznámila, že je párty vyprodána, aby zvýšila renomé akce. Následně párty navštívilo 20 000 lidí. Při prvním ročníku v Amsterdam Aréně byla stage umístěna u stěny. V následujících ročnících již byla umístěna uprostřed haly. Veškeré následující ročníky Sensation White již byly úplně vyprodány, obvykle během několika málo dní. Sensation Black zpočátku nebyla vůbec tak úspěšná. Nicméně postupem doby si vybudovávala lepší reputaci a nyní je obvykle vyprodána pár dnů před párty. Sensation je jediná párty, která má povinný dress code.
Do roku 2005 se Sensation konala pouze v Belgii a Německu. Od roku 2006 agentura ID&T pořádá Sensation jako mezinárodní párty založenou na zjednodušené verzi, která se konala v Amsterdam Aréně v roce 2005. Mnoho zarytých fanoušků věří, že tento krok dělá párty méně atraktivní.

## Sensation White

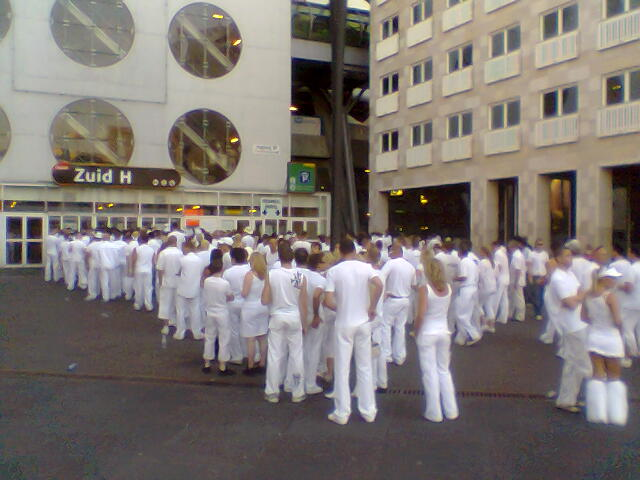
Návštěvníci musí být oblečeni v bílém

Na párty Sensation White se převážně hraje trance a house. Všichni návštěvníci musí být povinně oblečeni v bílém. Sloganem párty je „Be Part Of The Night - Dress in White“. Obvykle je k dostání kolem 40 000 vstupenek.
Světový DJs, kteří si zahráli na Sensation White: André Tanneberger, Armin van Buuren, David Guetta, Erick Morillo, Ferry Corsten, Marco V, Paul van Dyk, Sander Kleinenberg, Steve Angello a Tiësto.
Párty je často kritizována fanoušky Trancu, že se na ní hraje příliš mnoho housu, elektra a vystupuje málo současných trance DJs. Při prvním ročníku se sice hrálo více než dost trancu nicméně v té době neměl tento hudební styl ještě takovou popularitu. Což možná částečně napravila i White párty.

## Sensation Black
Pro vstup na Sensation Black musí být návštěvníci oblečeni v černém oděvu. Sensation Black si krok po kroku vybudovává popularitu především díky hudebním stylům od hardtrancu po hardcore. Obvyklá Black párty vypadá po hudební stránce zhruba takto: Hardtrance, Techno, Hardstyle a poté Hardcore.
Světový DJs, kteří si zahráli na Sensation Black: Angerfist, Chris Liebing, Deepack, DJ Darkraver, DJ Lady Dana, DJ Luna, DJ Marcel Woods, DJ Outblast, DJ Pavo, DJ Promo, DJ The Prophet, DJ Tom Harding, Yoji Biomehanika, DJ Yves De Ruyter, Mauro Picotto a Michel de Hey.

## Hymny
- 2000¹ Cygnus X - Superstring (Rank 1 Remix)
- 2001¹ (White) Rank 1 - Such Is Life
- 2002 (White) The Rush - The Anthem 2002 (White Edition)
- 2002 (Black) The Rush - The Anthem 2002 (Lady Dana Remix) (Black Edition)
- 2003 (White) Rank 1 (based on Wolfgang Amadeus Mozart) - The Anthem 2003
- 2003 (Black) Ricky Fobis - No Regular
- 2004 (White) The Rush (based on Carl Orff) - The Anthem 2004
- 2004 (Black) DJ Luna - Mindspace
- 2005 (White; Belgie) First & Andre – Widescreen
- 2005 (White) Armin van Buuren feat. Jan Vayne - Serenity
- 2005 (White; Německo) Samuel Kindermann - Die Hymne White 2005
- 2005 (Black) The Rush & Thalamus - Shock Your Senses
- 2006 (White; Belgie) Fred Baker - Forever Friends
- 2006 (White) Sander Kleinenberg - This is Sensation
- 2006 (Black) Žádná
- 2006 (White; Německo) Moguai - I want, I need, I love
- 2006 (White; Polsko) Nitrous Oxide pres. Redmoon - Cumulus & F.L.A.M.E. - Sensation
- 2007 (White; Belgie) Ferry Corsten - Loud Electronic Sensation
- 2007 (White; Česká republika) 2.6.2007 - Praha, Sazka Aréna
- 2007 (Black; Belgie) DJ Ghost - My Sensation Is Black
- 2007 (Black) Black Identity - Blckr Thn Blck
- 2007 (White; Polsko) Teprve bude oznámena
- 2007 (White; Německo) Teprve bude oznámena
- 2007 (White; Litva) Teprve bude oznámena

¹V letech 2000 a 2001, byla pod hlavičkou Sensation pouze jedna párty.